# やぎ座イプシロン星
やぎ座ε星（やぎざイプシロンせい、ε Capricorni、ε Cap）は、やぎ座にある連星系である。ヒッパルコス衛星が測定した年周視差に基づいて太陽からの距離を計算すると、およそ1,060光年となる。見かけの等級は4.5と、肉眼でみえる明るさである。

## 名称
中国では、やぎ座&epsilion;星は、防壁線を意味する壘壁陣（拼音: Lěi Bì Zhèn）という星官を、やぎ座κ星、やぎ座γ星、やぎ座δ星、みずがめ座ι星、みずがめ座σ星、みずがめ座λ星、みずがめ座φ星、うお座27番星、うお座29番星、うお座33番星、うお座30番星と共に形成する。やぎ座ε星自身は、壘壁陣二（拼音: Lěi Bì Zhèn èr）つまり塁壁陣の2番星として知られる。

## 星系
やぎ座ε星は、月による掩蔽を利用した観測で、単独星でないことがわかり、その離角は5ミリ秒と見積もられている。これによって、やぎ座ε星は連星であると考えられるようになり、分光観測から線輪郭の周期的な時間変化を調べることで、軌道周期が128.5日と求められている。しかし、軌道以外に伴星の性質についてはわかっていない。

## 特徴
やぎ座ε星の主星は、B型主系列星で、スペクトル型はB3 Vと分類されている。かつては、水素のHα線が輝線として観測された時期があり、B3 IIIe型のBe星とされていた。自転が非常に速く、自転速度は233km/s以上と推定される。そのため、半径は極方向に比べて赤道方向が大きくなり、球体から逸脱した扁平楕円体形をしているとみられる。速い自転のため、スペクトルの吸収線は大きく幅が広がっているが、バルマーのHβ、Hδ線では中心に細く深い谷がみられることから、豊富な星周ガスを持つガス殻星であると考えられる。また、ヘリウムなどの吸収線の中心には、輝線状成分がみつかっており、このことも小さい星周円盤を真横からみているような構造を示唆する。
やぎ座ε星では、短い周期と長い周期、二通りの変光が記録されている。短期的な変光は、約1日周期で、振幅が0.02等級程度の弱い変光とみられる。一方長期的な変光は、およそ780日周期の半規則的な変動で、振幅は波長によって0.1等級から0.3等級程度とみられる。これらのことから、やぎ座ε星は確定した変光星として扱われており、変光星総合カタログでは、変光するBe星のうちカシオペヤ座γ型変光星とは言えないものを分類するBE型とされている。